# 里瑟比
里瑟比（德語：Rieseby）是德国石勒苏益格－荷尔斯泰因州的一个市镇。总面积38.85平方公里，总人口2452人，其中男性1214人，女性1238人（2011年12月31日），人口密度63人/平方公里。